# Tajlandia na Letnich Igrzyskach Olimpijskich 1960
Tajlandię na Letnich Igrzyskach Olimpijskich w 1960 roku reprezentowało 20 zawodników (wszyscy mężczyźni) w 4 dyscyplinach. Żaden z nich nie zdobył medalu dla swojego kraju podczas tej edycji.
Był to 3. występ reprezentacji Tajlandii na igrzyskach olimpijskich.

## Wyniki

### Boks
| Zawodnik          | Konkurencja          | 1/32 finału                   | 1/16 finału                    | 1/8 finału       | Ćwierćfinały     | Półfinały        | Finał            | Pozycja | Źródło |
| Zawodnik          | Konkurencja          | Przeciwnik Wynik              | Przeciwnik Wynik               | Przeciwnik Wynik | Przeciwnik Wynik | Przeciwnik Wynik | Przeciwnik Wynik | Pozycja | Źródło |
| ----------------- | -------------------- | ----------------------------- | ------------------------------ | ---------------- | ---------------- | ---------------- | ---------------- | ------- | ------ |
| Kicha Poonphol    | Waga musza           | BYE                           | P. Chervet P – decyzja (0-5)   | NQ               | NQ               | NQ               | NQ               | 17-32.  | [ 2 ]  |
| Bhodi Sooknoi     | Waga lekka           | BYE                           | R. McTaggart P – decyzja (0-5) | NQ               | NQ               | NQ               | NQ               | 17-32.  | [ 3 ]  |
| Sawong Mongkolrit | Waga lekkopółśrednia | Kim D. B. P – KO w 2. rundzie | NQ                             | NQ               | NQ               | NQ               | NQ               | 33-34.  | [ 4 ]  |
| Tongchai Teptani  | Waga półśrednia      | BYE                           | A. Navarro P – decyzja (0-5)   | NQ               | NQ               | NQ               | NQ               | 17-32.  | [ 5 ]  |

### Lekkoatletyka

#### Konkurencje biegowe
| Zawodnik                                                                                         | Konkurencja        | Eliminacje | Eliminacje | Ćwierćfinały | Ćwierćfinały | Półfinały | Półfinały | Finał | Finał   | Źródło |
| Zawodnik                                                                                         | Konkurencja        | Czas       | Pozycja    | Czas         | Pozycja      | Czas      | Pozycja   | Czas  | Pozycja | Źródło |
| ------------------------------------------------------------------------------------------------ | ------------------ | ---------- | ---------- | ------------ | ------------ | --------- | --------- | ----- | ------- | ------ |
| Suthi Manyakass                                                                                  | Bieg na 100 m      | 10.8       | 4.         | NQ           | NQ           | NQ        | NQ        | NQ    | NQ      | [ 6 ]  |
| Suthi Manyakass                                                                                  | Bieg na 200 m      | DNS        | DNS        | DNS          | DNS          | DNS       | DNS       | DNS   | DNS     | [ 7 ]  |
| Manut Bumrungphuk                                                                                | Bieg na 400 m      | 49.6       | 6.         | NQ           | NQ           | NQ        | NQ        | NQ    | NQ      | [ 8 ]  |
| Somsak Thonf Ar-Ram                                                                              | Bieg na 800 m      | 1:57.1     | 7.         | NQ           | NQ           | NQ        | NQ        | NQ    | NQ      | [ 9 ]  |
| Dhira Phiphobmongkol                                                                             | Bieg na 1500 m     | 4:24.4     | 11.        | —            | —            | —         | —         | NQ    | NQ      | [ 10 ] |
| Somnuek Srisombat                                                                                | Bieg na 5000 m     | 15:32.6    | 11.        | —            | —            | —         | —         | NQ    | NQ      | [ 11 ] |
| Boonsong Arjtaweekul Prajim Wongsuwan Paiboon Vacharapan Suthi Manyakass Manut Bumrungphuk (DNS) | Sztafeta 4 × 100 m | 42.0       | 5.         | —            | —            | NQ        | NQ        | NQ    | NQ      | [ 12 ] |

#### Konkurencje techniczne
| Zawodnik         | Konkurencja | Eliminacje | Eliminacje | Finał | Finał   | Źródło |
| Zawodnik         | Konkurencja | Czas       | Pozycja    | Czas  | Pozycja | Źródło |
| ---------------- | ----------- | ---------- | ---------- | ----- | ------- | ------ |
| Prajim Wongsuwan | Skok w dal  | 6,78 m     | 41.        | NQ    | NQ      | [ 13 ] |

### Strzelectwo
| Zawodnik             | Konkurencja                          | Eliminacje | Eliminacje | Eliminacje | Eliminacje | Eliminacje | Eliminacje | Eliminacje | Eliminacje | Finał | Finał | Finał | Finał | Finał | Finał | Finał   | Finał   | Źródło |
| Zawodnik             | Konkurencja                          | 1          | 2          | 3          | 4          | 5          | 6          | Suma       | Pozycja    | 1     | 2     | 3     | 4     | 5     | 6     | Suma    | Pozycja | Źródło |
| -------------------- | ------------------------------------ | ---------- | ---------- | ---------- | ---------- | ---------- | ---------- | ---------- | ---------- | ----- | ----- | ----- | ----- | ----- | ----- | ------- | ------- | ------ |
| Prateep Polphantin   | Pistolet szybkostrzelny 25 m         | —          | —          | —          | —          | —          | —          | —          | —          | 284   | 281   | —     | —     | —     | —     | 565 pkt | 34.     | [ 14 ] |
| Sumol Sumontame      | Pistolet szybkostrzelny 25 m         | —          | —          | —          | —          | —          | —          | —          | —          | 267   | 282   | —     | —     | —     | —     | 549 pkt | 46.     | [ 14 ] |
| Chalermsakdi Inswang | Pistolet dowolny 50 m                | 84         | 83         | 83         | 89         | —          | —          | 339 pkt    | 22. (Q)    | 85    | 94    | 86    | 81    | 88    | 91    | 525 pkt | 33.     | [ 15 ] |
| Amorn Yuktanandana   | Pistolet dowolny 50 m                | 89         | 84         | 80         | 83         | —          | —          | 336 pkt    | 24. (Q)    | 86    | 83    | 89    | 88    | 82    | 87    | 515 pkt | 45.     | [ 15 ] |
| Krisada Arunwong     | Karabin małokalibrowy 3 postawy 50 m | 93         | 92         | 84         | 87         | 76         | 84         | 516 pkt    | 61.        | NQ    | NQ    | NQ    | NQ    | NQ    | NQ    | NQ      | NQ      | [ 16 ] |
| Saroj Silpikul       | Karabin małokalibrowy 3 postawy 50 m | 93         | 91         | 81         | 90         | 67         | 66         | 488 pkt    | 69.        | NQ    | NQ    | NQ    | NQ    | NQ    | NQ    | NQ      | NQ      | [ 16 ] |
| Saroj Silpikul       | Karabin małokalibrowy leżąc 50 m     | 92         | 96         | 94         | 94         | —          | —          | 376 pkt    | 68.        | NQ    | NQ    | NQ    | NQ    | NQ    | NQ    | NQ      | NQ      | [ 17 ] |
| Krisada Arunwong     | Karabin małokalibrowy leżąc 50 m     | 90         | 90         | 92         | 92         | —          | —          | 364 pkt    | 78.        | NQ    | NQ    | NQ    | NQ    | NQ    | NQ    | NQ      | NQ      | [ 17 ] |

### Żeglarstwo
| Zawodnicy                                                      | Klasa |         | Wyścig  | Wyścig  | Wyścig  | Wyścig  | Wyścig  | Wyścig  | Wyścig  | Suma     | Źródło |
| Zawodnicy                                                      | Klasa | 1       | 2       | 3       | 4       | 5       | 6       | 7       |         | Suma     | Źródło |
| -------------------------------------------------------------- | ----- | ------- | ------- | ------- | ------- | ------- | ------- | ------- | ------- | -------- | ------ |
| Siames-Cat - Birabongse Bhanutej Bhanubandh - Bumphen Chomvith | Star  | Pozycja | 22.     | 14.     | 21.     | 16.     | 19.     | 20.     | 17.     | 19.      | [ 18 ] |
| Siames-Cat - Birabongse Bhanutej Bhanubandh - Bumphen Chomvith | Star  | Punkty  | 174 pkt | 370 pkt | 194 pkt | 312 pkt | 237 pkt | 215 pkt | 286 pkt | 1614 pkt | [ 18 ] |